# نوک‌سرخ‌سانان
نوک‌سرخ‌سانان یا نوک‌سرخ‌سانان دریاییPhaethontiformes ‎/ˌfeɪ.ɪˈθɒntɪfɔːrmiːz/‎ راسته‌ای از پرندگان هستند. آنها شامل یک خانواده موجود، نوک‌سرخان دریایی (Phaethontidae)، و یک خانواده منقرض‌شدهٔ Prophaethontidae از آغاز سنوزوئیک هستند. چندین سردهٔ فسیلی توصیف شده‌است.
پرندگان گرمسیری به‌طور سنتی در راسته پلیکان‌سانان دسته‌بندی می‌شدند که دربرگیرندهٔ پلیکان‌ها، باکلان‌ها و شگ‌ها، مارگردن‌ها، گانت‌ها و بوبی‌ها و سینه‌بادکنک‌ها بود. در طبقه‌بندی Sibley-Ahlquist، پلیکان‌سانان با گروه‌های دیگر در یک راستهٔ بزرگ «لک‌لک‌سانان» متحد شدند. اخیراً مشخص شده‌است که این گروه‌بندی به شدت پیراتباری است (از دست دادن خویشاوندان نزدیک‌تر از گروه‌های دوردست) و دوباره تقسیم شده‌است.